# Anne-Sophie Mutter
Anne-Sophie Mutter (* 29. června 1963, Rheinfelden, Bádensko) je německá houslová virtuoska, přezdívaná „královna houslí“.

## Původ a vzdělání
Anne-Sophie Mutter vyrostla ve městě Wehr v německé spolkové zemi Bádensko-Württembersko. Její otec Karl-Wilhelm Mutter byl vydavatelem regionálních novin Alb Bote. Již ve věku pěti let si Anne-Sophie sama přála učit se na housle. Když po pouhém půl roce vyhrála dětskou hudební soutěž, bylo jí jasné, že se určitě chce stát houslistkou. Byla pak osvobozena od povinné školní docházky. Místo toho dostávala soukromé školní vyučování a intenzivní hodiny hry na housle a klavír.
Její nejdůležitější učitelkou hry na housle byla bývalá švýcarská virtuoska Aida Stucki, která ji vyučovala na konzervatoři ve Winterthuru. Aida Stucki je považována za objevitelku velkého talentu mladé houslistky.
Zvítězila několikrát v celoněmecké hudební soutěži Jugend musiziert („Mládež hraje hudbu“).

## Houslová virtuoska
Do popředí zájmu odborníků se dostala jako třináctiletá, když v roce 1977 v Salcburku předvedla houslový koncert č. 3 G-dur zkomponovaný Wolfgangem Amadeem Mozartem v roce 1775. Dirigentem orchestru byl Herbert von Karajan. Další koncerty s orchestrem Berlínských filharmoniků (Berliner Philharmoniker) pod taktovkou stejného dirigenta v 80. letech 20. století založily její světový věhlas.

## Ocenění
Anne-Sophie Mutter je nositelkou mnoha ocenění a vyznamenání. V roce 2009 obdržela jak francouzský Řád čestné legie tak Záslužný řád Spolkové republiky Německo.

## Soukromý život
Anne-Sophie Mutter žije v Mnichově. Od roku 1989 byla provdaná za advokáta Detlefa Wunderlicha, který však v roce 1995 zemřel. Druhé manželství uzavřela v roce 2002 s hudebním skladatelem, pianistou a dirigentem Andrém Previnem. Manželé se rozvedli v roce 2006.

## Housle Stradivari
Anne-Sophie Mutter vlastní dvoje vzácné housle Stradivari, které jsou známé pod jmény Emiliani a Lord Dunn-Raven. V současné době[kdy?] používá převážně housle Lord Dunn-Raven. Na dřívějších nahrávkách pod taktovkou dirigenta Herberta von Karajana, který s ní začal spolupracovat, když jí bylo pouhých 13 let, hrála na housle Emiliani.
Virtuoska používá také housle s názvem Mutter, které pro ni vytvořil Roberto Regazzi v roce 2005.

## Diskografie (výběr)

### Deutsche Grammophon
- Mozart Violin Concertos Nos. 3 & 5 (1978)
- Beethoven Triple Concerto (1980)
- Mendelssohn Violin Concerto/Bruch Violin Concerto No. 1 (1981)
- Brahms Violin Concerto (1982)
- Brahms Double Concerto (1983)
- Tchaikovsky Violin Concerto (1988)
- Lutosławski Partita & Chain 2/Stravinsky Violin Concerto (1988)
- Beethoven: The String Trios (1989)
- Bartok Violin Concerto No. 2/Moret En Rêve (1991)
- Berg Violin Concerto/Rihm Time Chant (1992)
- Carmen-Fantasie (1993)
- Romance (1995)
- Sibelius Violin Concerto (1995)
- The Berlin Recital (1996)
- Brahms Violin Concerto/Schumann Fantasy for Violin and Orchestra (1997)
- Penderecki Violin Concerto No. 2/Bartok Sonata for Violin and Piano No. 2 (1997)
- Beethoven The Violin Sonatas (1998)
- Vivaldi The Four Seasons (1999)
- Recital 2000 (2000)
- Lutosławski Partita for Violin and Orchestra/Chain 2 (2002)
- Beethoven Violin Concerto (2002)
- Tango Song and Dance (2003)
- Previn Violin Concerto/Bernstein Serenade (2003)
- Tchaikovsky & Korngold Violin Concertos (2004)
- Dutilleux Sur le même accord/Bartok Violin Concerto No. 2/Stravinsky Concerto en ré (2005)
- Mozart The Violin Concertos (2005)
- Mozart Piano Trios K502, K542, K548 (2006)
- Mozart The Violin Sonatas (August 2006)
- Simply Anne-Sophie (2006)
- Gubaidulina in tempus praesens (2008)
- Mendelssohn Violin Concerto (2009)

### EMI Classics
- Mozart Violin Concertos Nos. 2 & 4 (1982)
- Bach Violin Concertos/Concerto for Two Violins and Orchestra (1983)
- Brahms Violin Sonatas (1983)
- Vivaldi The Four Seasons (1984)
- Lalo: Symphonie Espagnole/Sarasate: Zigeunerweisen (1985)
- Mozart Violin Concerto No. 1, Sinfonia Concertante (1991)

### Erato Records
- Glazunov Violin Concerto/Prokofiev Violin Concerto No. 1 (1989)